# Aleta Baun
Aleta Baun (Indonesia, 16 de marzo de 1966) es una galardonada activista ecologista indonesia.
Ganó el premio Medioambiental Goldman del 2013 por organizar centenares de aldeanos locales para ocupar pacíficamente lugares de minería de mármol en unas "protestas de tejido", para parar la destrucción de tierras de bosque sagrado en una montaña de la isla de Timor.
Líder de los indígenas mollo, nació en una familia de labradores. Habiendo perdido la madre a una edad temprana, fue criada por otras mujeres y ancianos del pueblo que le enseñaron a respetar el medio ambiente como fuente de su identidad espiritual y de su subsistencia. Como líder de la comunidad que compartía conocimientos tradicionales, finalmente se convirtió en la "Mama Aleta". La actividad de Aleta la convirtió en un objetivo para los intereses mineros y las autoridades locales, que le pusieron un precio. Después de sobrevivir a un intento de asesinato, Mama Aleta se escondió al bosque con su bebé.
Mama Aleta hizo crecer el movimiento hasta incluir a centenares de aldeanos. Culminó con una ocupación donde 150 mujeres pasaron un año sentadas en las rocas de mármol de la mina, tejiendo tranquilamente su tela tradicional en acto de protesta. Cómo que las mujeres eran tradicionalmente responsables de obtener comida, colorantes y medicamentos de las montañas, la minería de estas montañas habría afectado directamente sus medios de subsistencia. Mientras las mujeres protestaban a la mina, los hombres proporcionaban apoyo doméstico en casa, cocinando, limpiando y cuidando los niños.
Ante la presencia pacífica y sostenida de los aldeanos, la minería de mármol se convirtió en un esfuerzo cada vez más insostenible para las empresas implicadas. La conciencia pública sobre la ocupación de tejer crecía y los funcionarios del gobierno indonesio se  dieron cuenta. El 2010, las empresas mineras, al reaccionar a la presión, pararon la minería a los cuatro lugares de los territorios de Mollo y abandonaron sus operaciones.
Mama Aleta ahora ayuda a las comunidades de Timor Occidental a cartografiar sus bosques tradicionales. Desde entonces, ha trabajado al mejorar la seguridad del agua y en la gestión de recursos naturales y derechos de la tierra de los pueblos indígenas. Para conseguirlo, obtuvo una licenciatura en derecho el 2011 a la Universitas Tritunggal Surabaya.